# Kūmeleh
Kūmeleh (persiska: کومله) är en ort i Iran.   Den ligger i provinsen Gilan, i den norra delen av landet, 200 km nordväst om huvudstaden Teheran. Antalet invånare är 5 703.
Terrängen runt Kūmeleh är platt åt nordost, men åt sydväst är den kuperad. Runt Kūmeleh är det ganska tätbefolkat, med 134 invånare per kvadratkilometer. Närmaste större samhälle är Langarud, 5,3 km norr om Kūmeleh. Trakten runt Kūmeleh består till största delen av jordbruksmark.